# Jimmy Cleveland
James Milton Cleveland, dit Jimmy Cleveland, né le 3 mai 1926 à Wartrace (Tennessee, États-Unis) et mort le 23 août 2008 à Lynwood (Californie, États-Unis), est un tromboniste américain de jazz. Il est notamment connu pour sa participation au big band de Lionel Hampton.

## Biographie

### Jeunesse
James Milton Cleveland naît en 1926 à Wartrace dans l'État du Tennessee aux États-Unis. Dans sa jeunesse il joue principalement dans le groupe fondé par sa famille et dans l'orchestre de l'Université de l'État du Tennessee où il effectue ses études. Il commence à jouer du trombone à partir de 16 ans.

### Carrière
Cleveland commence sa carrière à 24 ans en intégrant l'orchestre du vibraphoniste Lionel Hampton avec lequel il se produit pendant près de trois ans, de 1949 à 1953. Très actif dans les années 1950, il joue souvent en indépendant à New York avec de nombreux groupes, comme ceux de Quincy Jones (1953,1956), Oscar Pettiford (1954-1957), Lucky Thompson (1956), Gil Evans (1957), Gerry Mulligan (1959). À la fin de la décennie, il effectue une tournée difficile en Europe avec le show de Quincy Jones intitulé Free and Easy (1959-1960),.  
Dans les années 1960, il est très demandé en studio à New York et il travaille également pour la télévision. En 1967 il est membre de la formation de Thelonious Monk. 
À la fin de la décennie, Cleveland s'installe à Los Angeles. 
À partir de 1993, il cesse d'enregistrer et joue à l'occasion dans quelques clubs de jazz de Los Angeles. Jimmy Cleveland meurt le 23 août 2008 à Lynwood en Californie à l'âge de 82 ans.

## Style
Fortement influencé par J. J. Johnson, Jimmy Cleveland est un technicien talentueux de style bop, au jeu fluide,. La critique lui reproche parfois un jeu trop technique, souvent très rapide. Dans l'ouvrage Le Nouveau Dictionnaire du jazz, l'auteur Xavier Prévost mentionne la pureté du son de l'instrument de Cleveland lorsqu'il interprète des ballades mais ses improvisations sont plus souvent « un enchaînement d'acrobaties instrumentales qu'un véritable discours ».

## Discographie (partielle)

### En leader
| 1. Hear Ye! Hear Ye! 2. You Don't Know What Love Is 3. Vixen 4. My One and Only Love 5. Little Beaver 6. Love Is Here to Stay 7. Count 'Em 8. Bone Brother 9. I Hadn't Anyone Till You 10. See Minor 11. Love Is Here to Stay |

| 1. Out of This World 2. All This and Heaven Too 3. Posterity 4. Long Ago (And Far Away) 5. A Jazz Ballad 6. Jimmie's Tune 7. Goodbye Ebbets Field |

| 1. Swing Low, Sweet 2. A Hundred Years From Today 3. Marie 4. Jay Bird 5. The Best Things In Life Are Free 6. Stardust 7. Jimmy's Old Funky Blues |

| 1. Crazy Rhythm 2. Old Reliable 3. We Never Kissed 4. Tom-Kattin' 5. Our Delight 6. Reminiscing 7. Tricotism |

### En sideman
Liste non exhaustive.
| 1. Springsville 2. The Maids of Cadiz 3. The Duke 4. My Ship 5. Miles Ahead 6. Blues for Pablo 7. New Rhumba 8. The Meaning of the Blues 9. Lament 10. I Don't Wanna Be Kissed (By Anyone But You) |

| 1. The Buzzard Song 2. Bess, You Is My Woman Now 3. Gone 4. Gone, Gone, Gone 5. Summertime 6. Oh Bess, Oh Where's My Bess? 7. Prayer (Oh Doctor Jesus) 8. Fisherman, Strawberry and Devil Crab 9. My Man's Gone Now 10. It Ain't Necessarily So 11. Here Come de Honey Man 12. I Loves You, Porgy 13. There's a Boat That's Leaving Soon for New York 14. I Loves You, Porgy 15. Gone |

| 1. What's My Name? 2. If You Were the Only Girl (In the World) 3. Manhattan 4. Body and Soul 5. Grand Street 6. Far Out East 7. Who Cares? 8. Love Is A Simple Thing |

| 1. Grand Street 2. Far Out East 3. Who Cares? 4. Love Is a Simple Thing 5. What's My Name? 6. If You Were the Only Girl in the World 7. Manhattan 8. Body and Soul 9. Doxy 10. Limehouse Blues 11. I'll Follow My Secret Heart 12. You Are Too Beautiful 13. Grand Street (Mono) 14. Grand Street |